# Velódromo Alcides Nieto Patiño

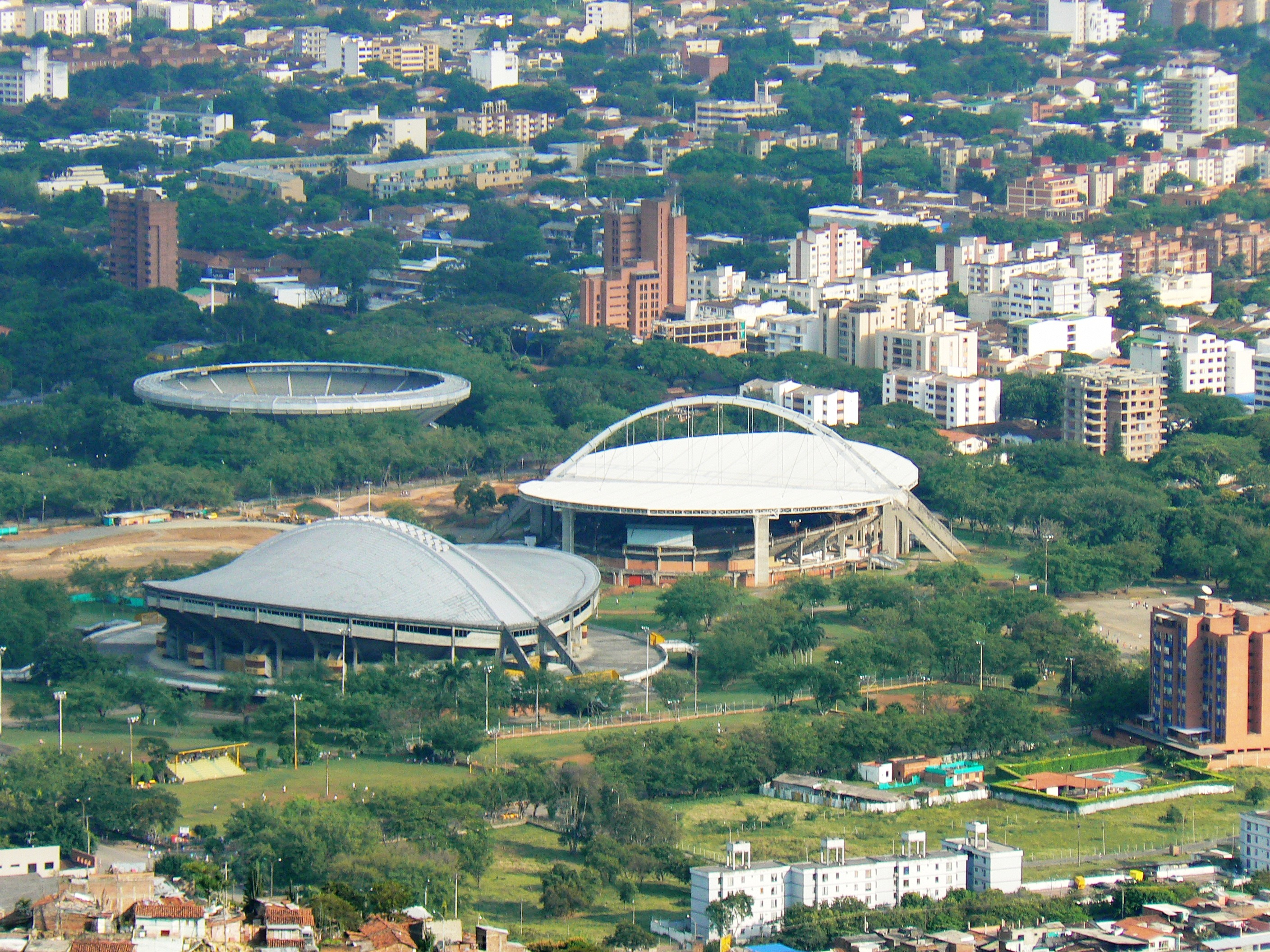
Luftansicht des Velodroms in Cali (rechts)

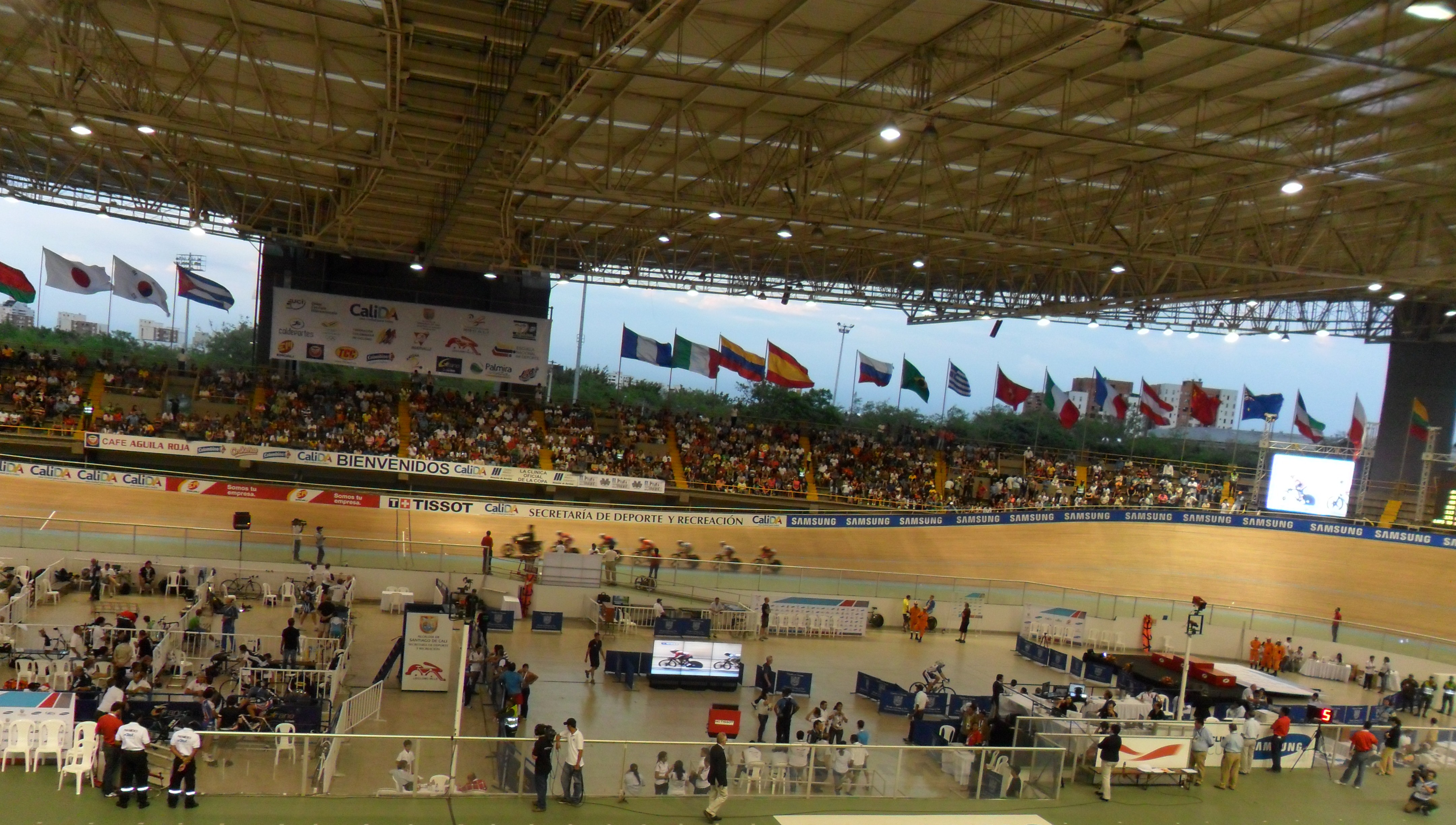
Der Innenraum der Radrennbahn (Lauf des Bahnrad-Weltcups Oktober 2012)

Das Vélodromo Alcides Nieto Patiño ist eine Radrennbahn in der kolumbianischen Stadt Cali.

## Geschichte
Die Bahn wurde 1970 fertiggestellt, und dort fanden 1971 die Bahnrad-Wettbewerbe der 6. Panamerikanischen Spiele statt. Der Erbauer der Freiluftbahn war der Münsteraner Architekt Herbert Schürmann. Ursprünglich bestand die 250 Meter lange Bahn aus afrikanischem Holz, das aber 1995 gegen heimisches Holz ausgetauscht wurde. Zudem erhielt die Bahn anlässlich der Pazifischen Spiele 1995 ein Dach, das 2001 einstürzte und die Bahn zerstörte.
2007 wurde die erneuerte Bahn wieder eröffnet. Seitdem fanden dort mehrfach Läufe des Bahnrad-Weltcups statt. Benannt ist die Bahn nach dem kolumbianischen Sportfunktionär und Journalisten Alcides Nieto Patiño, der sich seinerzeit für den Bau der Radrennbahn eingesetzt hatte.
Es wurde für die World Games 2013 genutzt. Im November/Dezember 2021 war sie ein Austragungsort der Panamerikanischen Jugendspiele in Cali und Valle del Cauca. Im Bahnradsport diente sie unter anderem bei den Bahnradsport-Weltmeisterschaften 2014, den Bahnradsport-Weltmeisterschaften der Junioren 2023 sowie in Läufen des UCI Track Cycling Nations’ Cup 2021 und 2022.